# Eunidia fulvida
Eunidia fulvida là một loài bọ cánh cứng trong họ Cerambycidae.